# Burow-Büste

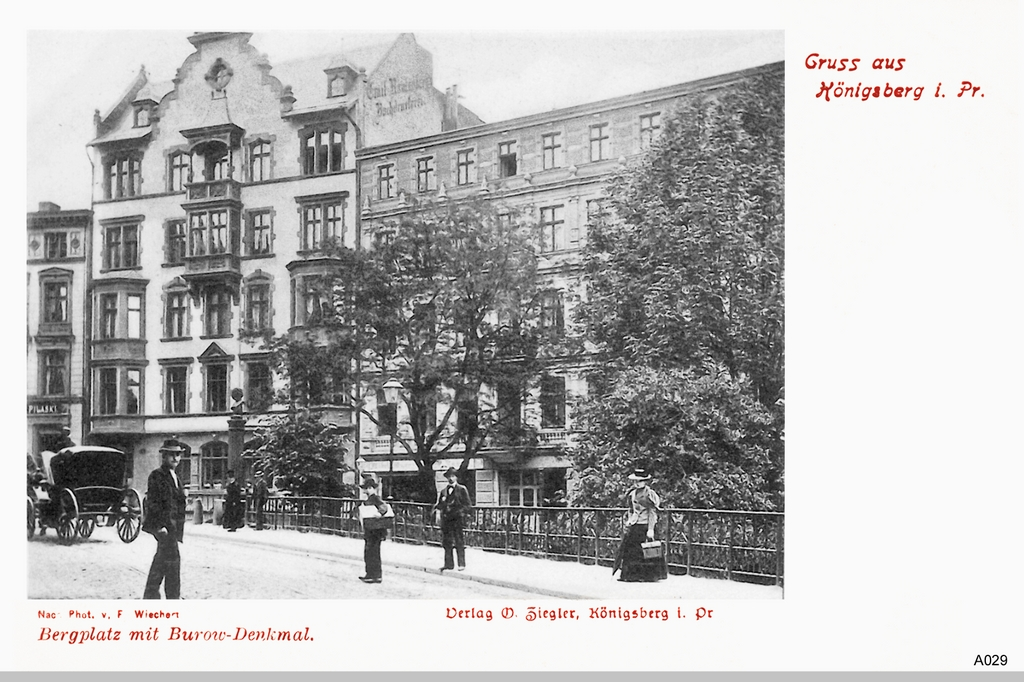
Der Bergplatz mit dem Burow-Denkmal

Die Burow-Büste wurde zu Ehren des Wissenschaftlers und Arztes Karl Heinrich Burow in Königsberg aufgestellt. Nach dem Ableben des beliebten Arztes stellten Emil Hundrieser und ehemalige Patienten drei Jahre später 1877 vor seinem Wohnhaus eine Büste auf. Die Büste stand auf einer 4 m hohen kannelierte Eisensäule und war das Wahrzeichen auf dem Bergplatz (54° 42′ 38,8″ N, 20° 30′ 58,4″ O). Das Denkmal wurde gerettet und steht heute im 1964 eingeweihten Studentenwohnheim Collegium Albertinum in Göttingen.

## Burow-Haus
Im dahinter liegenden Burow-Haus wurde in einer Februarnacht im Jahr 1855 von Ernst Burow und acht begeisterten Seglern der Segelclub Rhe (RHE ist ein Segelkommandowort) gegründet.